# Erik Neuman
Erik Gustaf Neuman, född 12 januari 1883, död 3 december 1959, var en svensk språkforskare.
Neuman blev filosofie doktor och docent i svenska språket vid Uppsala universitet 1918, lektor i Skövde 1930 och har i sina skrifter, kännetecknade av skarpsinne och noggrannhet, framför allt behandlat senmedeltida svensk språkhistoria, litteraturhistoria och historia. Bland hans arbeten märks Utbredningen av vokalbalansen a:å i medelsvenskan (1918) och den resultatrika undersökning Karlskrönikans proviniens och sanningsvärde (I-II, 1927 och 1931). Vidare har Neumann utgett Latinskt-svenskt glossarium efter Codex Upsaliensis (1918-20), en för kännedomen om fornsvenskans ordförråd viktig urkund.